# Comuna Șenderivka, Korsun-Șevcenkivskîi
Șenderivka (în ucraineană Шендерівка) este o comună în raionul Korsun-Șevcenkivskîi, regiunea Cerkasî, Ucraina, formată din satele Nova Buda și Șenderivka (reședința).

## Demografie
Componența lingvistică a comunei Șenderivka
     Ucraineană (97,47%)
     Rusă (2,36%)
     Alte limbi (0,18%)
Conform recensământului din 2001, majoritatea populației comunei Șenderivka era vorbitoare de ucraineană (97,47%), existând în minoritate și vorbitori de rusă (2,36%).